# Джанет Марґолін
Джанет Марґолін (англ. Janet Margolin; 25 липня 1943 Нью-Йорк — 17 грудня 1993 Лос-Анджелес) — американська акторка театру та телебачення.

## Життєпис
Джанет Марґолін народилася у Нью-Йорку, в сім'ї Бенджаміна Марґоліна (англ. Benjamin Margolin) і Аннет Марґолін (англ. Annette Margolin). Батько її був родом з Росії, працював він бухгалтером, створив фонд Nephrosis Foundation, нині відомий як Національний фонд нирок (англ. National Kidney Foundation). У Джанет було три сестри — Емілі, Барбара і Лаура.

### Кар'єра
Вивчати акторське ремесло Джанет почала у Школі виконавських мистецтв. У 1961 році, вісімнадцятирічною, виступаючи на Нью-Йоркському Шекспірівському фестивалі, виграла роль у бродвейській постановці — їй запропонували зіграти Анну в «Daughters of Silence» Морріса Веста, в рецензії «New York Times» на цю постановку, Джанет назвали однією з найкращих.
У 1962-му актриса дебютувала на великому екрані, зігравши головну жіночу роль у картині «Девід і Ліза», наступна велика роль дісталася їй у 1967 році, Марґолін зіграла коханку головного героя у «Вихід зі сміхом». Схожу роль акторка виконала через два роки, у «Хапай гроші і тікай» цього разу її чарам піддався злодюжка, зіграний Вуді Алленом. Знову з Алленом Джанет зніметься через вісім років, у 1977 році — цього разу її і Вуді персонажі були у шлюбі.
Свою останню роль на великому екрані актриса зіграла у 1989, в «Мисливці за привидами II», роком пізніше Джанет Марґолін пішла і з телебачення, виконавши на прощання роль вбивці в одному з епізодів «Вона написала вбивство» і роль жертви в одній із серій «Коломбо».

## Особисте життя
Джанет Марґолін була одружена двічі: з Джеррі Брандтом (1968—1971) та актором і режисером Теді Вассом (1979—1993). У Джанет було двоє дітей, Джуліан (Julian) і Тіллі (Tilly).
Померла Марґолін від раку яєчників 17 грудня 1993 року, їй було 50 років. Тіло Джанет піддано кремації, прах похований у меморіальному парку Вествуд в Лос-Анджелесі.

## Вибрана фільмографія
- Вбивця з Орегона / Murder COD (1990)
- Мисливці за привидами 2 / Ghostbusters II (1989)
- Далекий грім / Distant Thunder (1988)
- На порозі ночі / Tonight's the Night (1987)
- Вона написала вбивство / Murder, She Wrote (1984—1996) (серіал)
- Інцидент на Плутонії / The Plutonium Incident (1980)
- Пожежа на фабриці «Трикутник» / The Triangle Factory Fire Scandal (1979)
- Останнє обійми / Last Embrace (1979)
- Шерон: Портрет коханки / Sharon: Portrait of a Mistress (1977)
- Вбивство в Пейтон Плейс / Murder in Peyton Place (1977)
- Енні Голл / Annie Hall (1977)
- Джо Форрестер / Joe Forrester (1976) (серіал)
- Рабин з Ланіґана / Lanigan's Rabbi (1976—1977) (серіал)
- Серпіко / Serpico (1976—1977) (серіал)
- Спецназ / SWAT (1975—1976) (серіал)
- Старскі та Гатч / Starsky and Hutch (1975—1979) (серіал)
- Лукас Таннер / Lucas Tanner (1974—1975) (серіал)
- Жінка-поліцейський / Police Woman (1974—1978) (серіал)
- Моліться на Диких кішок / Pray for the Wildcats (1974)
- Планета Земля / Planet Earth (1974)
- Широкий світ таємниць / Wide World Mystery (1973—1976) (серіал)
- Твої три хвилини вийшли / Your Three Minutes Are Up (1973)
- Поліцейська історія / Police Story (1973—1977) (серіал)
- Сімейний політ / Family Flight (1972)
- Остання дитина / The Last Child (1971)
- Овен Маршалл: радник з законами / Owen Marshall: Counselor at Law (1971—1974)
- Стажери / The Interns (1970—1971) (серіал) … Rose
- Молоді юристи / The Young Lawyers (1970—1971) (серіал)
- Медичний центр / Medical Center (1969—1976) (серіал)
- Хапай гроші і тікай / Take the Money and Run (1969)
- Загін «Стиляги» / Mod Squad (1968—1973) (серіал)
- Добрий вечір, місіс Кемпбелл / Buona Sera, Mrs. Campbell (1968)
- Коломбо / Columbo (1968—2003) (серіал)
- Блакитна діадема / Coronet Blue (1967) (серіал)
- Вихід зі сміхом / Enter Laughing (1967)
- Десять кварталів Каміно / Ten Blocks on the Camino Real (1966)
- Замкова шпарина / The Eavesdropper (1966)
- Невада Сміт / Nevada Smith (1966)
- Найвеличніша історія з коли-небудь розказаних / The Greatest Story Ever Told (1965)
- Повернення Баса Райлі / Bus Riley's Back in Town (1965)
- Морітурі / Morituri (1965)
- Арешт і судовий розгляд / Arrest and Trial (1963—1964) (серіал)
- Схід / Захід / East Side / West Side (1963—1964) (серіал)
- Девід і Ліза / David and Lisa (1962)
- Бен Кейсі / Ben Casey (1961—1966) (серіал)
- Захисники / The Defenders (1961—1965) (серіал)
- Прем'єра Алкоа / Alcoa Premiere (1961—1963) (серіал)
- На порозі ночі / The Edge of Night (1956—1984) (серіал)